# Claude Robert Cloninger
Claude Robert Cloninger (né le 4 avril 1944) est un professeur de psychiatrie et génétique américain. Il est reconnu comme expert clinicien dans le traitement général des pathologies psychiatriques, addictologiques et des troubles de la personnalité.

## Biographie
Robert Cloninger est né dans une communauté texane à Beaumont, le 4 avril 1944. Il est le fils de Morris Cloninger, un homme d'affaires et professeur d'anglais, et de Marie Concetta Mazzagatti Cloninger.
Il commence ses études à l'Université du Texas en 1962, où il étudie la psychologie, l'anthropologie et la philosophie jusqu'en 1966. Il rejoint ensuite l'Université de Washington, où il obtient une bourse de recherche en médecine préventive et santé publique.
En 1969, il commence ses recherches en psychiatrie, avec Samuel Guze, spécifiquement sur les cas familiaux de troubles psychiatriques.
Cloninger est actuellement[Quand ?] professeur émérite de psychiatrie à l'Université de Washington et directeur de l'Institut de recherche et développement de la fondation Anthropedia.

## Récompenses[3]
- National Academy of Medicine, 1988
- Edward Strecker Award, Institute of Pennsylvania Hospital, 1988
- Adolf Meyer Award, American Psychiatric Association, 1993
- Samuel Hamilton Award, American Psycho-pathological Association, 1993
- NIMH Research Scientist Award, 1995
- Lifetime Achievement Award, Finnish Psychiatric Association, 2000